# Novantinoe wappesi
Novantinoe wappesi là một loài bọ cánh cứng trong họ Cerambycidae.